# Непенф

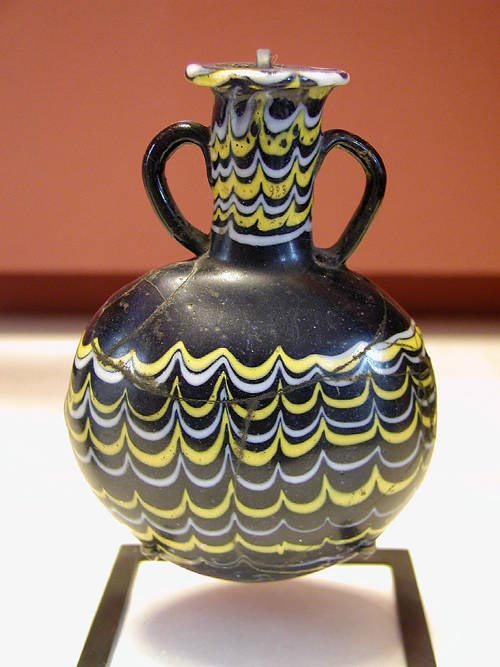
Стеклянный флакон, Древний Египет, Новое царство

Непе́нф, непе́нт, непе́нта, непе́нтес (греч. νηπενθές, от «πένθος» — грусть и отрицательной приставки «νη-» — не) — зелье, трава забвения, в древнегреческой мифологии и литературе — происходящее из Египта лекарство от грусти, своего рода антидепрессант, средство, чтобы забыть неприятности.
В 1787 году в честь этого мифического снадобья получил своё название тропический цветок непентес (Nepenthes).

## В «Одиссее»

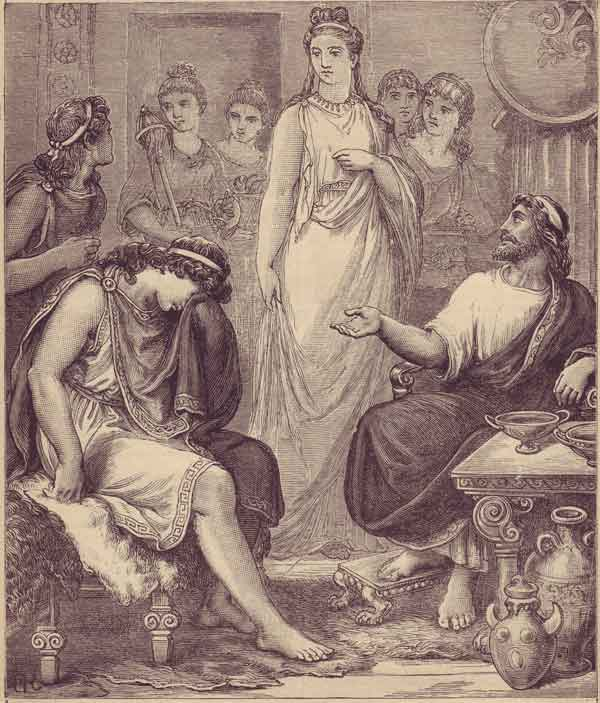
Телемах во дворце Менелая

Термин впервые упоминается в «Одиссее» (IV, 220: греч. εἰς οἶνον βάλε φάρμακον, ἔνθεν ἔπινον, νηπενθές τ᾽ ἄχολόν τε, κακῶν ἐπίληθον ἁπάντων), в сцене, когда разыскивающий отца Телемах приезжает ко двору Менелая, и супруга царя Елена Прекрасная пытается им избавить гостя от грустных дум:

220 Снадобье бросила быстро в вино им, которое пили,

        Тонут в нём горе и гнев и приходит забвение бедствий.

        Если бы кто его выпил, с вином намешавши в кратере,

        Целый день напролёт со щеки не сронил бы слезинки,

        Если бы даже с отцом или с матерью смерть приключилась,

 225 Если бы прямо пред ним или брата, иль милого сына

        Острою медью убили и он бы всё видел глазами.

        Некогда было то средство целебное с действием верным

        Дочери Зевса дано Полидамной, супругою Фона,

        В дальнем Египте, где множество всяческих трав порождает

 230 Тучная почва — немало целебных, немало и вредных.
Некоторые учёные предполагают, что «непенф» может быть обозначением опиума, например лауданума. По другой версии, это египетская настойка полыни (предтеча абсента).
Плиний Старший (21.5.I2) также упоминает непенф, сравнивая его действие с действием растения елениум, которое выросло из слёз Елены (предположительно тимьян).

## В культуре
Слово Nepenthe, из Гомера органично вошедшее в английскую и французскую литературу, не стало частью русского языка, и поэтому отечественные переводчики, переводя его на русский, обычно сталкиваются с большими трудностями и пытаются заменить его какими-либо аналогами, теряя при этом заложенный автором смысл.

### Упоминания в литературе
поэзия:
- Эдмунд Спенсер, «Королева фей» (Кн. 4, песнь 3, ст. 43): Nepenthe is a drinck of souerayne grace.
- Джордж Чапмен, «Ovid’s Banquet of Sense» (10,1): Sacred Nepenthe, purgatiue of care.
- Джон Мильтон, «Комус» (675-8): Not that Nepenthes which the wife of Thone/In Egypt gave to Jove-born Helena /Is of such power to stir up joy as this.
- Александр Поуп, «Опыт о человеке»: Lulled with the sweet nepenthe of a court.
- Эдгар Алан По, «Ворон»: Quaff, oh quaff this kind nepenthe, and forget this lost Lenore! Практически ни в одном из множества переводов на русский этот термин не присутствует, заменяясь на что-нибудь вроде «сладкое забвенье», «сладкий отдых», «дар забвенья»[4]. Лишь М. Зенкевич (1946) использует слово «непентес» («Я воскликнул: „О несчастный, это Бог от муки страстной/Шлет непентес — исцеленье от любви твоей к Линор!/Пей непентес, пей забвенье и забудь свою Линор!“»). В. П. Бетаки (1972) употребляет вариант «Бальзам Забвенья», Павел Лыжин (1952) — «тимьян небесный», А. О. Бальюри — «морфий»[5].
- Перси Шелли, «Триумф жизни» (358—359) :In her right hand she bore a crystal glass/ Mantling with bright Nepenthe.
- Шарль Бодлер, «Лета»: Je sucerai, pour noyer ma rancoeur, Le népenthès et la bonne ciguë. C. Рубанович перевел это как «И, чтобы смыть всю горечь без следа, Вберу я яд цикуты благосклонной»[6].
- Костас Кариотакис назвал так сборник стихотворений (1921).
- Алистер Кроули, лимерик: My name it is Aleister Crowley/ A master of Magick unholy/ Of philtres and pentacles/ Covens, conventicles/ Of basil, nepenthe, and moly. Также он в описании карты таро «Звезда» пишет о жидкости, которую льют из чаши собирательно: «Эта жидкость есть Амрита индийских философов, Непента и Амброзия греков, Алкагест и Универсальное Лекарство алхимиков, Кровь Грааля или, скорее, нектар, родивший эту кровь»[7].

в русской поэзии:
- Каролина Павлова, «Слепой (Шенье)»: Потом он лил бойцам с вином непенф целебный, / Готовил лотоса напиток им волшебный, / И забывал боец тогда, в чужом краю, / И старого отца, и родину свою. Литературный перевод с французского стихотворения Андре Шенье, «L’Aveugle»: Le puissant népenthès, oubli de tous les maux.

проза:
- Эразм Роттердамский, «Похвала глупости»: При взгляде на вас кажется мне, будто я вижу богов Гомеровых, охмелевших от нектара, настоянного на непенте, а ведь только что вы сидели печальные и озабоченные, словно воротились недавно из Трофониевой пещеры[8].
- Томас Лав Пикок, «Усадьба Грилла»: «оставшиеся дни испытания решил провести в Башне, и там в знаках внимания сестер нашел он хоть и не совершенный непент, но единственно возможное противоядие против жестокого томления духа. И то сказать, две его Гебы, наливая ему мадеру, как нельзя более напоминали распоряжающуюся истинным непентом Елену»[9].
- Натаниел Готорн, «Алая буква» (гл.4): I know not Lethe nor Nepenthe, " remarked he; "but I have learned many new secrets in the wilderness, and here is one of them. На русский язык переведено как: «Я не знаю панацеи от всех недугов и напастей, — промолвил он, — но у дикарей я перенял множество новых средств, и вот одно из них»[10].
- Норман Дуглас, «Южный ветер», в русс. пер. Непенте — название вымышленного острова.
- Кристофер Сташефф, «Чародей», в русс. пер. Непенте — название вымышленной реки.
- Айзек Азимов, «Роботы Утренней зари»: this utterly soft end of a hard day… as soporific as the fabled nepenthe…. На русский язык переведено как «этот исключительно приятный конец тяжелого дня был как наркотик, как усыпляющее»[11].
- Лавкрафт, «Изгой»: For although nepenthe has calmed me, I know always that I am an outsider…. Переведено на русский как «Ведь несмотря на сладость забвения, мне не дано забыть, что я изгой»[12].
- Алан Мур, графическая новелла «Хранители»: Шелковый призрак живёт в доме престарелых, называющимся Nepenthe Gardens.
- Ральф Уолдо Эмерсон, «Нравственная философия»: «природа не скупится на опиум и на непенф (трава забвения); и где только попортит она своё создание безобразием или недостатком, там и наложит маку на ссадину».

### Живопись

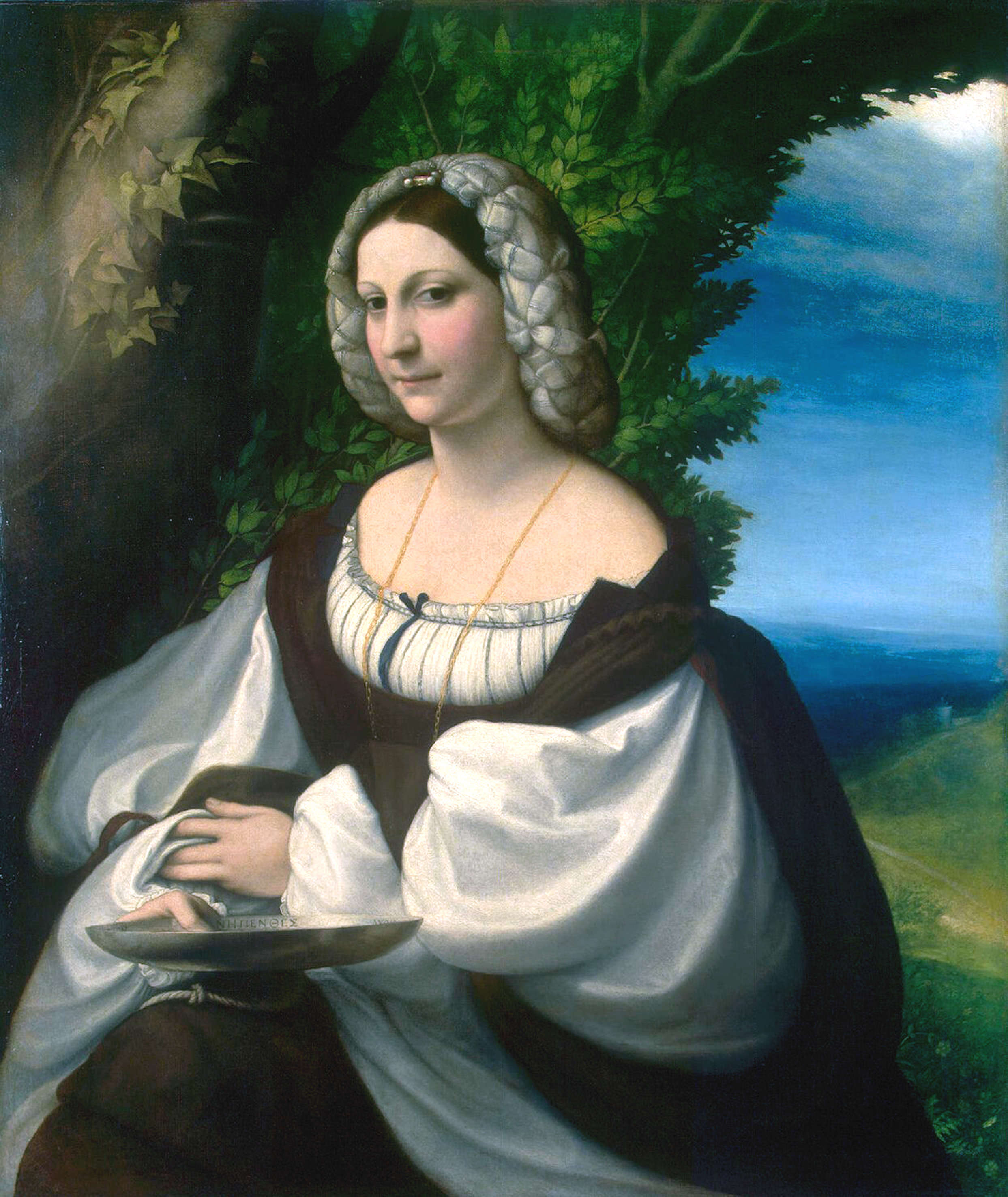
Чаша с непенфом на портрете кисти Корреджо

- Чаша с непенфом изображена на портрете Корреджо, изображающем вдову.

### Кинематограф
- Упоминается в фильме «Эквилибриум».

### Музыка
- Nepenthe — песня финской мелодик-дэт-метал группы Sentenced, альбом Amok (1995).
- Nepenthe — песня шведской прогрессив-рок группы Opeth, альбом Heritage (2011).
- Nepenthe — один из треков альбома Worlds Apart американского dubstep-продюсера Seven Lions (2015).
- ネペンテス「Nepenthes」— песня японской visual kei группы MEJIBRAY[яп.], сингл Nepenthes (2015).

## См.также
- Лета — река забвения
- Лотофаги